# Claville-Motteville
Claville-Motteville ist eine französische Gemeinde mit 259 Einwohnern (Stand: 1. Januar 2022) im Département Seine-Maritime in der Region Normandie. Sie gehört zum Arrondissement Rouen und zum Kanton Bois-Guillaume (bis 2015: Kanton Clères).

## Geographie
Claville-Motteville liegt etwa 18 Kilometer nordnordöstlich von Rouen im Pays de Caux. Der Cailly fließt durch den Südteil der Gemeinde. Umgeben wird Claville-Motteville von den Nachbargemeinden Bosc-le-Hard im Norden, Esteville im Osten und Nordosten, Saint-Germain-sous-Cailly im Osten und Südosten, Saint-André-sur-Cailly im Südosten, Saint-Georges-sur-Fontaine im Süden, Fontaine-le-Bourg im Westen und Südwesten sowie Authieux-Ratiéville im Westen.

## Bevölkerungsentwicklung
| 1962                      | 1968 | 1975 | 1982 | 1990 | 1999 | 2006 | 2013 |
| ------------------------- | ---- | ---- | ---- | ---- | ---- | ---- | ---- |
| 224                       | 251  | 207  | 268  | 243  | 233  | 249  | 290  |
| Quelle: Cassini und INSEE |      |      |      |      |      |      |      |

## Sehenswürdigkeiten
- Kirche Notre-Dame-de-l'Assomption